# Вракунь
Вракунь (словац. Vrakúň, угор. Nyékvárkony) — село, громада в окрузі Дунайська Стреда, Трнавський край, південно-західна Словаччина. Кадастрова площа громади — 38,34 км². Населення — 2666 осіб (за оцінкою на 31 грудня 2017 р.).
Знаходиться за ~6 км на південь від адмінцентра округу міста Дунайська Стреда.

## Історія
Перша згадка 1260 року як Warkun. Історичні назви: 1284-го як Warkon, 1786-го як Warkony, з 1948-го — Vrakúň, угор. Várkony, Nyékvárkony.

## Галерея

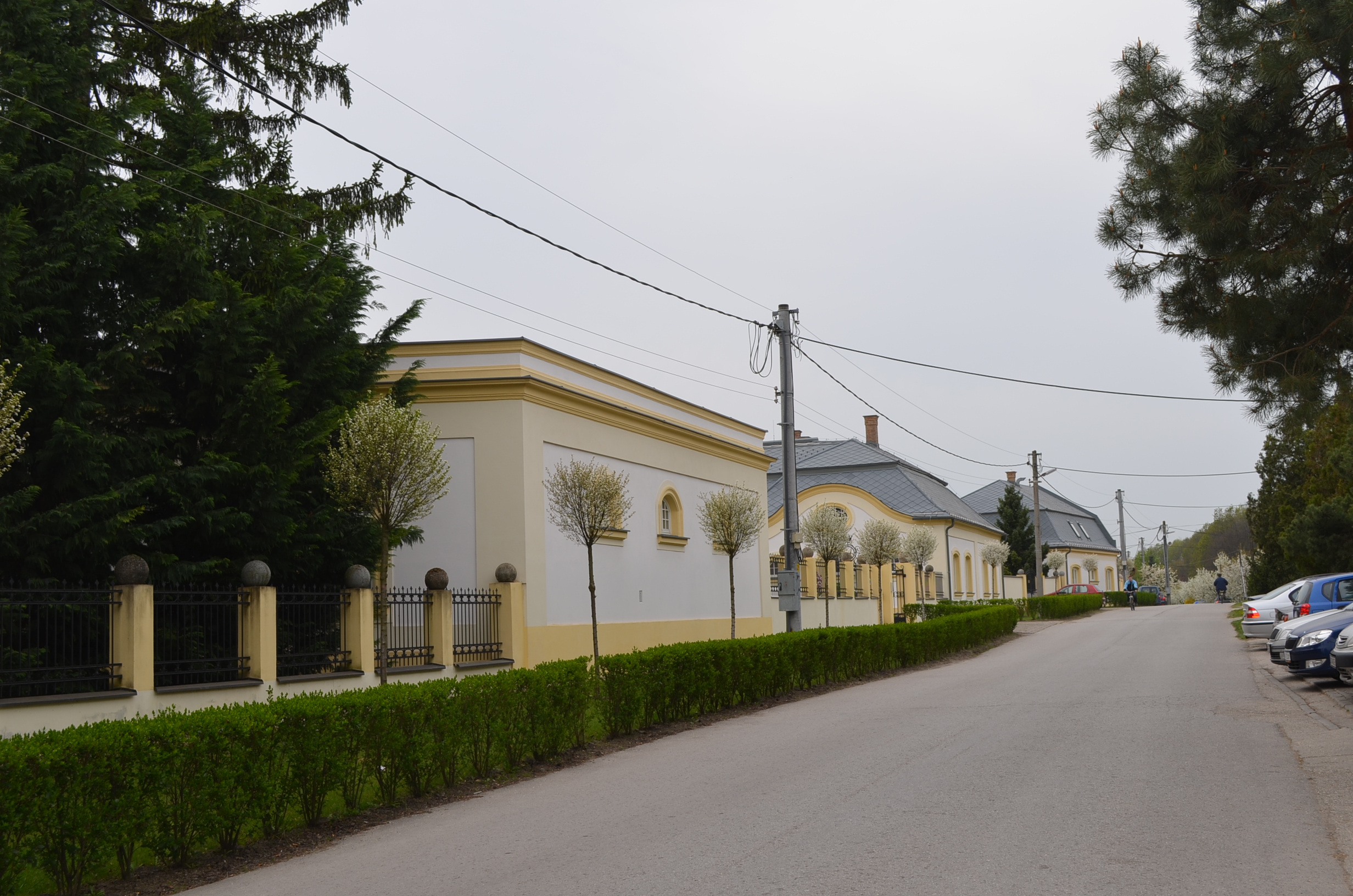

## Географія
Село розташоване на Дунайській низині в середній частині Житнього острова на висоті 114 м над рівнем моря (111—116 м територією кадастра). Протікають канал Ґабчіково-Топольники; Бельський канал; Богельовський канал; Юрова-Вельки Медер і Крачани-Богельов..

## Транспорт
Автошлях (Cesty II. triedy) 507

## Населення
| Рік:            | 1994. | 2004.   | 2014.   | 2024.    |
| --------------- | ----- | ------- | ------- | -------- |
| Кількість осіб: | 2463  | 2487    | 2637    | 2946     |
| Різниця:        |       | +0,97 % | +6,03 % | +11,71 % |

| Рік:            | 2023. | 2024.   |
| --------------- | ----- | ------- |
| Кількість осіб: | 2932  | 2946    |
| Різниця:        |       | +0,47 % |